# 迪亞高·摩利拿
迪亞高·文奴爾·查當·達施華·莫雷拉（葡萄牙語：Diego Manuel Jadon da Silva Moreira，發音：[diˈɛɣu muˈɾɐjɾɐ]；2004年8月6日—）是一名葡萄牙職業足球員，司職翼鋒，現時効力法甲球會斯特拉斯堡。比利時出生的莫雷拉現時代表葡萄牙青年隊參加國際比賽。

## 早年生活
莫雷拉出生於比利時，父親阿爾馬米·莫雷拉當時效力比甲球隊。他的母系祖父是一名德國職業足球運動員，並於1976年至1982年期間效力標準列日。

## 球會生涯

### 早年生涯
莫雷拉的足球生涯開始於的青訓學院。他於2019年曾嘗試離隊他投，並參與了比甲B球隊利爾肯本佐寧的訓練，但轉會最終未被皇家比利時足球協會所允許。他最終於2020年8月轉投葡超球隊賓菲加，並簽下了首張職業合約。

### 賓菲加
2020–21賽季及2021–22賽季，莫雷拉主要為賓菲加U23梯隊上陣。他於2022年1月10日上演職業生涯地標戰，於對陣波圖B隊的葡甲比賽中首次為賓菲加B隊上陣。
莫雷拉於2021–22賽季亦有為賓菲加的U19梯隊於歐洲青年聯賽上陣，並協助球隊奪得該屆賽事冠軍。莫雷拉於該賽季被時任暫代領隊尼爾森·維里西莫提拔到球會一隊，並於2022年5月13日首次為賓菲加於葡超賽事上陣，協助球隊以2–0擊敗費利拿。莫雷拉於2022年夏天拒絕了賓菲加的續約，因而被降回球會B隊。

### 車路士

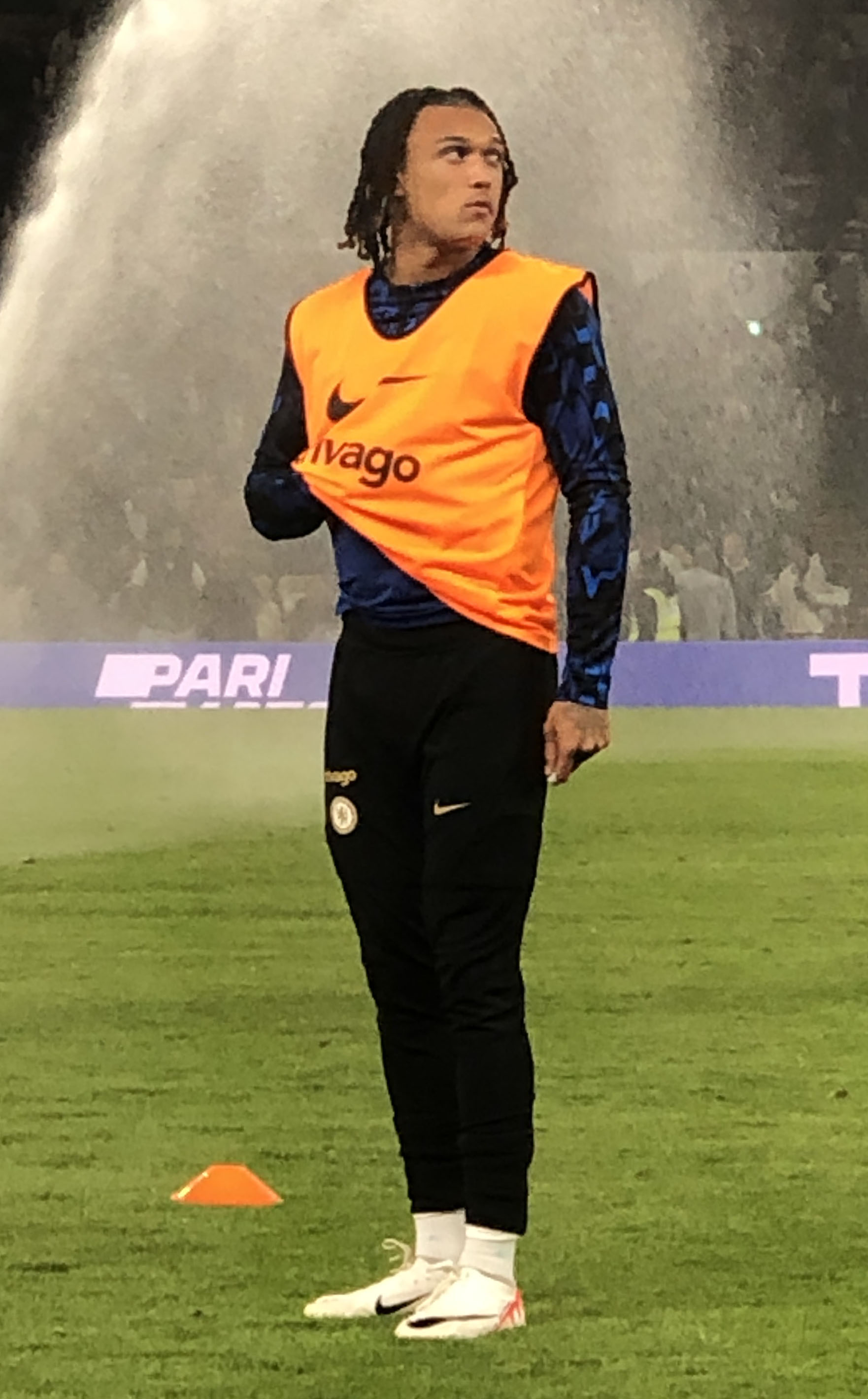
莫雷拉在比賽中場休息時熱身。

2023年7月1日，莫雷拉與賓菲加的合約結束，並以自由身加盟英超球會車路士。同年8月30日，他在AFC溫布頓的聯賽盃比賽中首次為車路士上陣，球隊最終以2–1勝出。

#### 外借里昂
2023年9月1日，車路士宣布莫雷拉被外借到法甲球會里昂，為期一季。同月17日，他在對陣的0–0和局中後備上陣，完成地標戰。
2024年1月22日，車路士提早召回莫雷拉。

## 國家隊生涯
莫雷拉擁有比利時及葡萄牙的雙重國籍，同時能於國際賽事代表幾內亞比索及德國。莫雷拉於2019年2月首次代表比利時U15，在對陣英格蘭U15的比賽中正選上陣。
2019年8月，莫雷拉轉為代表葡萄牙，並首次入選葡萄牙U16，及後曾代表葡萄牙U18、U19、U21。

## 生涯統計

### 球會
最後更新：2023年8月30日
| 效力球會     | 球季     | 聯賽     | 聯賽 | 聯賽 | 國家盃賽 | 國家盃賽 | 聯賽盃賽 | 聯賽盃賽 | 歐洲賽事 | 歐洲賽事 | 總計 | 總計 |
| 效力球會     | 球季     | 聯賽     | 上陣 | 入球 | 上陣     | 入球     | 上陣     | 入球     | 上陣     | 入球     | 上陣 | 入球 |
| ------------ | -------- | -------- | ---- | ---- | -------- | -------- | -------- | -------- | -------- | -------- | ---- | ---- |
| 賓菲加B隊    | 2021–22  | 葡甲     | 1    | 0    | —        | —        | —        | —        | —        | —        | 1    | 0    |
| 賓菲加B隊    | 2022–23  | 葡甲     | 24   | 3    | —        | —        | —        | —        | —        | —        | 24   | 3    |
| 賓菲加B隊    | 總計     | 總計     | 25   | 3    | —        | —        | —        | —        | —        | —        | 25   | 3    |
| 賓菲加       | 2021–22  | 葡超     | 1    | 0    | 0        | 0        | 0        | 0        | 0        | 0        | 1    | 0    |
| 賓菲加       | 2022–23  | 葡超     | 0    | 0    | 0        | 0        | 0        | 0        | 1        | 0        | 1    | 0    |
| 賓菲加       | 總計     | 總計     | 1    | 0    | 0        | 0        | 0        | 0        | 1        | 0        | 2    | 0    |
| 車路士       | 2023–24  | 英超     | 0    | 0    | 0        | 0        | 1        | 0        | 0        | 0        | 1    | 0    |
| 里昂（外借） | 2023–24  | 法甲     | 7    | 0    | 2        | 0        | —        | —        | —        | —        | 9    | 0    |
| 生涯總計     | 生涯總計 | 生涯總計 | 33   | 3    | 2        | 0        | 1        | 0        | 1        | 0        | 37   | 3    |

1. ↑  於歐冠賽事上陣。

## 榮譽
賓菲加
- 葡萄牙全國青年錦標賽（英语：Campeonato Nacional de Juniores）：2021–22[29]
- 歐洲青年聯賽：2021–22[15]
- U20洲際盃（英语：Under-20 Intercontinental Cup）：2022（英语：2022 Under-20 Intercontinental Cup）[30]

## 外部連結
- 車路士官網上的球員檔案 （页面存档备份，存于）
- playmakerstats.com上的球員檔案 （页面存档备份，存于）
- Soccerway資料庫：迪亞高·摩利拿